# Протостратор
Протостратор (грч. Πρωτοστράτωρ, први стратор) је било византијско војно звање, које је спадало међу, хијерархијски, нижа, али се од XII века јавља као једно од високих војних положаја. Ово звање, носили су будући цареви Михајло II (820—829) и Василије I (867—886), а поред царевих протостратора, постојали су и протостратори других високих званичника.

## Звање протостратора
Први пут га спомиње Теофанов Настављач, када говори о жртвама Иконокластичких сукоба 765. године, међу којима је био и извесни спатарије и протостратор Константин, син патрикија Варде. Он се налази при крају списка погинулих, што говори о ниском рангу који је ово звање, у то доба, имало.
Тактике (IX и X век) протостратора такође убрајају међу нижа звања, а његова основна улога је била да буде царев пратилац, док је он на коњу. Њему су били подређени стратори, надзорници штала и армофилакси. Без обзира на релативно ниско место у хијерархији звања, положај протостратора је, по мишљењу модерних историчара, представљао добру основу за почетак каријере и даље напредовање. Поред Михајла и Василија који су постали цареви, византијски генерал Манојло, из IX века је такође започео своју војну каријеру као протостратор.
Византијски историчар Јован Зонара у XII веку, помиње ово звање као једно од највиших, а Никита Хонијат, на самом почетку XIII века, звање протостратора изједначава са западноевропским звањем маршала (највишег војног заповедника).
После обнављања Византије, у доба Палеолога је протостратор спадао међу највиша звања. Поред командовања војском, у његове дужности су спаадале и одређене церемонијалне дужности, а од краја XIII века се јавља и по неколико протостратора, уместо само по једног, као до тада. Од истог доба, постепено се губи разлика између звања протостратора и положај великог дукса. Током тог периода, најзначајнији протостратори били су Алексије Филантропен и Теодор Синедин, а последњи забележени био је један од припадника породице Палеолог, који се на том положају налазио током последње опсаде Цариграда, 1453. године. Заповедник византијске војске тада је био Ђеновљанин Ђовани Ђустинијани, коме је последњи византијски цар Константин Драгаш (1449—1453) такође доделио титулу протостратора.